# Nirvana
Den här artikeln handlar om begreppet inom buddhismen. För andra betydelser, se Nirvana (olika betydelser).
Nirvâna (sanskr., निर्वाण, ”utslocknande”), alternativt pali nibbâna, är målet för den buddhistiska vägen. Nirvana ses ofta som frigörelsen från sensualitet/girighet/begär, hat och ignorans. Nirvana betraktas inte som en plats eller en existensform utan i stället som en avsaknad av de negativa ting som karakteriserar den samsariska existensen. Om nirvana beskrivs i negativa termer är nirvana avsaknad av jord, vatten, eld, luft, liv, död och lidande. I positiva termer kan nirvana beskrivas som dödslöst, oförgängligt, oskapat, fritt, saligt etc.
Buddhas upplysning kallas först för nirvana, och när han dog sägs det att denna nirvana övergick till parinirvana, nirvana efter döden.
Inom mahayansk filosofi (madhyamaka) är det ingen skillnad på nirvana och samsara, då båda är tomma (shunyata). I en del mahayanska texter sägs även Buddhas död/ingång i parinirvana vara en bluff. I stället menar dessa texter att Buddha är evig men att Buddha existerar bortom existens och icke-existens samt bortom nirvana och samsara.